# Google Cloud Dataflow
Google Cloud Dataflow — полностью управляемый сервис для выполнения конвейеров Apache Beam, работающий на платформе Google Cloud Platform.

## История
Сервис Google Cloud Dataflow был анонсирован в июне 2014 года и стал доступен широкой публике в бета версии в апреле 2015 года. В январе 2016 года компания пожертвовала лежащий в основе сервиса комплект для разработки программного обеспечения, реализацию исполнителя для локальной работы и набор дата-коннекторов для доступа к сервисам Облачной платформы Google организации Apache Software Foundation. Пожертвованный код сформировал первоначальную кодовую базу для унифицированной модели программирования Apache Beam.